# Poblat ibèric de les Maleses

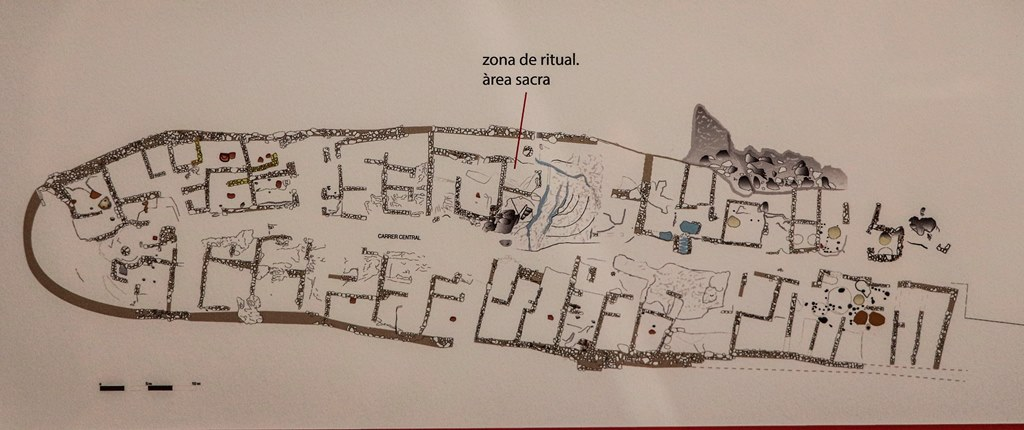
Plànol del poblat ibèric de les Maleses

El poblat ibèric de les Maleses es troba al cim del turó que rep el mateix nom o el de les Corones. Aquest cim, a la vegada, serveix de límit municipal entre els termes de Montcada i Reixac i Sant Fost de Campsentelles, declarat bé cultural d'interès local.
Es tracta d'una elevació de 462 m de la Serralada de Marina, des d'on es pot dominar visualment tot el Vallès, part del Barcelonès i part del Maresme. Així mateix té bona visibilitat sobre els massissos del Montseny, Montserrat i Prepirineu.

## Història de les intervencions arqueològiques
El jaciment laietà de les Maleses ha estat objecte de diverses intervencions des de l'any 1928, moment en què la secció d'Arqueologia i Història de l'Agrupació Excursionista de Badalona realitza una primera intervenció. Posteriorment les tasques d'excavació van ser continuades per la Unió Excursionista de Catalunya de Gràcia. Durant els anys 1943-1948 i 1955-1956 intervé al jaciment Josep Maria Cuyàs i posteriorment Joaquim Font i Cussó, J. Fàbregas Bagué, l'agrupació d'A.G.E.S. de Santa Coloma de Gramenet i el Centre Espeologic Alpí Vallesa (CEAV) de Montccada Cant Sant Joan.
L'any 1982 es publiquen dos articles referents a jaciment de les Maleses. El primer està signat per Antonio Velasco i comenta l'excavació de tres habitacions. El segon està signat per Mercedes Durán i es correspon amb la memòria científica de la campanya realitzada l'any 1980 amb estudiants de tercer de BUP i COU de l'Institut de Batxillerat de Montcada i Reixac. L'excavació es va plantejar a la zona sud-est del jaciment i va permetre documentar cinc habitacions, un bancal i possiblement una sitja. El 1980, el jaciment va ser víctima de saquejos.
Entre els anys 1982 i 1985 es reprenen les campanyes d'excavació al jaciment, aquesta vegada sota la direcció de les doctores Mercedes Durán i Elisabeth Huntingford. Durant el novembre i el desembre del 1998 es feren les tasques de consolidació de totes les estructures excavades al llarg dels anys. A partir de l'any 2000, Mercedes Durán i Gemma Hidalgo assumeixen la gestió, coordinació i direcció d'un programa d'investigació a les Maleses, que ha vingut desenvolupant fins a l'actualitat un total de 16 campanyes d'excavació.
Durant tots aquests anys els alumnes de 1r de batxillerat de l'INS Montserrat Miró de Montcada i Reixac, han contribuït a la protecció i conservació del jaciment. Gràcies al projecte pedagògic desenvolupat al centre educatiu, els alumnes coneixen i descobreixen el mètode arqueològic de primera mà. Al mateix temps contribueixen a la protecció i conservació de les restes arqueològiques.
Les troballes de les excavacions de l'assentament, que és del segle iii aC, es troben exposades al Museu Municipal de Montcada.